# Raporty Pileckiego

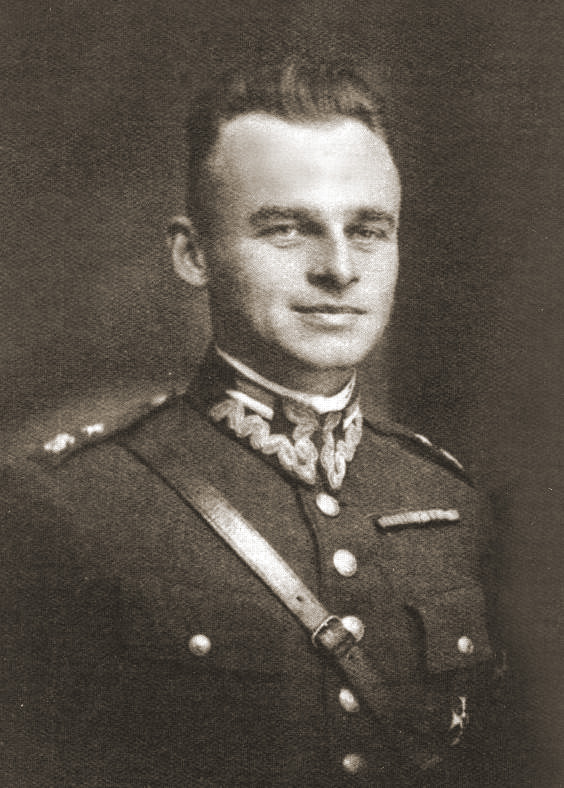
Witold Pilecki (przed 1939)

Raporty Pileckiego (zwane także raportami Witolda) – nazwa raportów z obozu koncentracyjnego Auschwitz-Birkenau autorstwa Witolda Pileckiego, który na polecenie Armii Krajowej stworzył w obozie ruch oporu pod nazwą Związek Organizacji Wojskowej (ZOW). Napisane po ucieczce Pileckiego z obozu, były jednocześnie podsumowaniem działalności polskiego ruchu oporu w Auschwitz. Obok raportów Karskiego są pierwszym źródłem na temat Holokaustu na świecie oraz cennym świadectwem dokumentalnym.

## Przeniknięcie do Auschwitz
Plan przedostania się do niemieckiego obozu KL-Auschwitz Witold Pilecki przedstawił swoim przełożonym już w 1940. W tym czasie jeszcze niewiele było wiadomo o warunkach panujących w obozie, istniała więc konieczność zebrania informacji wywiadowczych na temat jego funkcjonowania oraz w miarę możliwości zorganizowania tam ruchu oporu, współpracującego z polskim podziemiem na zewnątrz. Plan wymagał przeniknięcia agenta Armii Krajowej do KL-Auschwitz. Miał nim być Witold Pilecki, który ochotniczo zgłosił się do wykonania tego zadania. 19 września 1940 podczas łapanki pozwolił się on aresztować Niemcom (w bloku przy al. Wojska Polskiego 40) i w nocy z 21 na 22 września 1940 wraz z tzw. „drugim transportem warszawskim” znalazł się w obozie. W ciągu trzech lat pobytu w Auschwitz udało mu się stworzyć liczący około 1000 osób obozowy ruch oporu (ZOW) oraz przekazywać dowództwu AK meldunki na temat sytuacji panującej w obozie. Po ucieczce z Auschwitz Pilecki zawarł całość swojej pracy wywiadowczej w tzw. Raportach Pileckiego. W sumie napisał trzy raporty podsumowujące działalność ZOW w Auschwitz oraz warunki panujące w obozie. Wcześniejsze meldunki z obozu oraz całościowe raporty za pośrednictwem AK przekazano także zachodnim aliantom.

## Raport „W” – 1943
Pierwszym raportem Pileckiego był tzw. Raport „W”, napisany wkrótce po ucieczce z KL-Auschwitz, która miała miejsce w Wielkanoc 1943. Raport jest pisany skrótowo i zawiera jedynie suche fakty oraz informacje (maszynopis raportu znajduje się w zbiorach Archiwum Lewicy Polskiej). W tekście tym autor nazwiska kodował pod postacią liczb, do których sporządził także dwustronicowy zaszyfrowany klucz, który nie został dołączony do maszynopisu, a znajdował się wśród materiałów skonfiskowanych podczas aresztowania Witolda Pileckiego w maju 1947 przez funkcjonariuszy Ministerstwa Bezpieczeństwa Publicznego, znajdujący się w Archiwum Urzędu Ochrony Państwa w Warszawie.
Na oryginał Raportu „W” zostały także własnoręcznie naniesione oświadczenia innych członków polskiego podziemia współpracujących z ZOW, m.in. Aleksandra Wielopolskiego, Stefana Bieleckiego, Antoniego Woźniaka, Aleksandra Palińskiego, Ferdynanda Trojnickiego, Eleonory Ostrowskiej i Stefana Miłkowskiego.

## Raport „Teren S” – 1943
Raport „Teren S” był częścią Raportu „W”, ale został on wydzielony z całości opisu ruchu oporu w KL-Auschwitz i utajniony ze względu na ochronę personaliów członków ruchu. Część ta była ściśle tajna ze względu na możliwość przecieku i zagrożenie życia dla wielu członków z dowództwa oraz groźby rozbicia struktury ruchu oporu w Auschwitz. Raport „Teren S” jest krótkim sprawozdaniem dotyczącym działalności kpt. dr. Władysława Deringa (nr obozowy P-1723) oraz dr. Rudolfa Diema (nr P-10022).

## Raport z 1945
Ostatni raport został napisany przez Pileckiego już po wojnie, w 1945. Sporządził go we Włoszech, po opuszczeniu obozu jenieckiego, w którym znalazł się po powstaniu warszawskim. Raport ten stanowił podsumowanie dotychczasowych relacji i był najobszerniejszym – liczył bowiem ponad 100 stron maszynopisu. Relacja ta została rozszerzona także o własne komentarze oraz refleksje autora, zyskując dzięki temu walory literackie oraz stanowiąc zapis wspomnień Pileckiego z tego okresu. Raport w 1945 roku został przekazany gen. bryg. Tadeuszowi Pełczyńskiemu, który 12 grudnia 1972 roku złożył oryginalny maszynopis w Studium Polski Podziemnej w Londynie. Teczka personalna Witolda Pileckiego znajdująca się w Studium Polski Podziemnej zawiera ponadto wiele dokumentów i poświadczeń szczegółowo poświadczających autentyczność Raportu. 
Powojenny raport również zawierał wyłącznie liczby zamiast nazwisk. Część z nich pozostaje nieznana, ponieważ zaszyfrowany klucz Pileckiego zaginął.

## Powojenny los raportów
Pełny tekst raportów Pileckiego po raz pierwszy został opublikowany w Polsce dopiero w 2000 roku – 55 lat po wojnie. Wcześniej były one nieznane zarówno polskiemu środowisku naukowemu, jak również obywatelom PRL. Stało się tak, ponieważ Witold Pilecki, powróciwszy po wojnie do Polski, został oskarżony przez komunistyczne władze Polski Ludowej o szpiegostwo. W wyniku przeprowadzonego ze złamaniem wszelkich procedur, ustawionego pod polityczne dyktando procesu skazano go na karę śmierci, a wyrok wykonano w 1948. Do 1989 wszystkie informacje związane z życiem i dokonaniami Witolda Pileckiego podlegały w PRL cenzurze.
W styczniu 2014 raport rotmistrza Witolda Pileckiego z pobytu w niemieckim obozie koncentracyjnym KL Auschwitz ukazał się w języku chińskim pod tytułem „Ochotnik do Auschwitz – więcej niż odwaga”.